# Neubäuer Weiher
Neubäuer Weiher este o arie protejată (arie specială de conservare — SAC, sit de importanță comunitară — SCI) din Germania întinsă pe o suprafață de 34,34 ha, integral pe uscat.

## Localizare
Centrul sitului Neubäuer Weiher este situat la coordonatele 49°14′33″N 12°25′31″E / 49.2425°N 12.4253°E.

## Înființare
Situl Neubäuer Weiher a fost declarat sit de importanță comunitară în mai 1997 pentru a proteja un număr necunoscut de specii din flora spontană și fauna sălbatică aflate în arealul zonei. Situl a fost protejat și ca arie specială de conservare în aprilie 2016.

## Biodiversitate
Situată în ecoregiunea continentală, aria protejată conține 3 habitate naturale: Ape stătătoare oligotrofe până la mezotrofe, cu vegetație de Littorelletea uniflorae și/sau de Isoëto-Nanojuncetea, Mlaștini turboase de tranziție și turbării mișcătoare, Mlaștini împădurite.
La baza desemnării sitului se află un număr nedeclarat de specii protejate: